# Lasztovicza Gábor
Lasztovicza Gábor (Kiskunhalas, 1979. július 26. ) politikus, az Ifjúsági Demokrata Fórum (IDF) elnöke és a Diákhitel Központ Zrt. főmunkatársa.

## Tanulmányai
A Bács-Kiskun megyei Kiskőrösön a Wattay Középiskola és Szakiskola diákja 1994 és 1998 között. A középiskolai tanulmányai során a  gépészeti, informatikai, közgazdasági, faipari, ügyviteli, kereskedelmi és élelmiszeripari szakmacsoportok közül választhatott. A Kecskeméti Főiskola Tanítóképző Karán végül általános iskolai tanító végzettséget szerzett 2002-ben. A Pázmány Péter Katolikus Egyetem Jog- és Államtudományi Karán pedig 2001-től hallgatott jogot.

## Szakmai tevékenysége
A Kecskeméti Főiskola Tanítóképző Főiskolai Kar Hallgatói Önkormányzatának elnöke (1999 és 2002), a Kecskeméti Főiskola Hallgatói Önkormányzatának elnöke (2000 és 2003) és a Hallgatói Önkormányzatok Országos Konferenciájának (HÖOK) elnökségi tagja 2000 és 2004 között.
A HÖOK részéről több konferencián értékeli a diákok szemszögéből a diákhitelt még 2002-ben is,
majd 2003 és 2005.májusa között már felügyelő bizottsági tag a Diákhitel Központnál. Viszonya 2005. május 1-jén megszűnik, ezután főmunkatársként dolgozik tovább a Zrt-nél.

## Politikai tevékenysége
Az Ifjúsági Demokrata Fórum kecskeméti szervezetének elnöke (2003), a Magyar Demokrata Fórum (MDF) Bács-Kiskun megyei választmányának alelnöke és a kecskeméti szervezetének elnöke 2006-2008 között. Az MDF országos elnökségének tagja 2006-2008 között, valamint Az Ifjúsági, Családügyi. Szociális és Esélyegyenlőségi Minisztérium általános ifjúsági szakértője 2005, az Ifjúsági Demokrata Fórum elnöke 2006 óta.
A Magyar Demokrata Fórum 2008-as tisztújítása során kirobbant botrányok után kizárták a  pártból több IDF-es társával együtt.

## Választási eredményei
A 2002-es önkormányzati választásokon Kiskőrös 6-os egyéni körzetében indult a Fidesz-Polgári Párt jelöltjeként és 44 szavazatot kapott (7,39%), míg a 2006-os választások során Kecskemét 9-es egyéni körzetében 41 szavazatot kapott (2,15%).

## Külső hivatkozás
- Lasztovicza Gábor önéletrajza
- Lasztovicza Gábor eredménye a 2002-es önkormányzati választásokon
- Lasztovicza Gábor eredménye a 2006-os önkormányzati választásokon